# Æon Flux (Zeichentrickserie)
Æon Flux ist eine Zeichentrickserie aus den Jahren 1991 bis 1995. Erfinder der Serie und der darin auftretenden Figuren ist Peter Chung. Die Serie wurde unter anderem in den USA, Kanada, Südostasien, Lateinamerika, Großbritannien und Australien ausgestrahlt und auch auf DVD veröffentlicht.
Im Jahre 2005 entstand eine Kinoverfilmung mit Charlize Theron in der Hauptrolle, ebenfalls unter dem Titel Æon Flux. Basierend auf der Serie sind auch Comics sowie Videospiele für die PlayStation 2 und Xbox entstanden.

## Handlung
Die Heldin Æon Flux lebt in dem Staat Monica, dem Nachbarstaat von Bregna. Beides sind im Jahr 7698 die letzten verbliebenen Lebensräume der Menschheit, die durch eine Umweltkatastrophe fast ausgelöscht wurde. Während Monica anarchisch ist, leben die Menschen in Bregna in einem Polizeistaat. Als Auftragskillerin, Geheimagentin und Terroristin geht sie häufiger über die Grenze und erledigt Mordaufträge. Ihr ständig wiederkehrender Erzfeind ist Trevor Goodchild, Herrscher des Staates Bregna und häufiger zugleich ihr Liebhaber.
Die einzelnen Folgen der ersten Staffel haben keinerlei Bezug zueinander. So kommt es mehrmals vor, dass Æon Flux getötet oder gefangen wird, in der nächsten Folge aber wieder auftaucht. Ab Staffel 2 sind Bezüge vorhanden, und die Geschichten sind teilweise miteinander verwoben.

## Produktion und Veröffentlichung
Die Zeichentrickserie wurde von MTV in Auftrag gegeben, federführend war MTV Animation und Colossal Pictures. An der Umsetzung beteiligt waren das japanische Studio Mook Animation und Luk Film in Korea. Regie führte in den meisten Folgen Howard E. Baker, daneben auch J. Garett Sheldrew, Peter Chung und Robert Valley. Hauptautor war Peter Chung, der neben Catherine Winder und Nicole Paradis Grindle auch als Produzent fungierte. Für den Schnitt waren Michael K. Russell und Mary Granfors verantwortlich. Das Charakterdesign stammt von Osamu Tsuruyama und Tony Salmons, auf Basis der Entwürfe von Peter Chung. Die Musik komponierte Drew Neumann.
Die Erstausstrahlung der insgesamt 16 Folgen erfolgte in drei Staffeln zwischen dem 30. Juni 1991 und dem 10. Oktober 1995 bei MTV. Ab Juni 1991 wurden zunächst sechs Kurzepisoden gezeigt, die später in einer Folge zusammengefasst wurden. Von September bis November 1992 folgte fünf Episoden und zehn weitere August bis Oktober 1995. Die erste Ausstrahlung einer deutschen Fassung fand 1999 bei DF1 statt. 2001 folgte eine Ausstrahlung bei K-Toon im Free-TV. Außerdem wurde die Serie unter anderem in Dänemark, Spanien, Portugal, Argentinien, Australien, Singapur, Großbritannien, Japan, Norwegen, Kanada, Russland und Serbien gezeigt. 2005 erschien die Æon Flux in den USA auf DVD. 2006 folgte die deutsche Fassung. Auch in weiteren Ländern erschien die Serie auf Kaufmedien.

## Synchronsprecher
| Rolle                                       | Englischer Sprecher |
| ------------------------------------------- | ------------------- |
| Æon Flux                                    | Denise Poirier      |
| Trevor Goodchild                            | John Rafter Lee     |
| Sara Salient, Scaphandra, Capt. Benzenhurst | Julia Fletcher      |

## Adaptionen
2005 entstand unter der Regie von Karyn Kusama eine Adaption als Realfilm, ebenfalls unter dem Titel Æon Flux. Die Titelrolle des in Potsdam und Berlin gedrehten Films übernahm Charlize Theron. Er kam am 2. Dezember 2005 in die amerikanischen Kinos, ab dem 16. Februar 2006 war er in Deutschland zu sehen. Die Einspielergebnisse lagen unter den Produktionskosten, sodass der Film als Flop angesehen wird.
Von MTVs eigenem Verlag wurde 1995 ein Comic zur Serie herausgebracht. Unter dem Titel Æon Flux: The Herodotus File wird über die Hintergründe der Fernsehserie erzählt. Eine Neuauflage der von Mark Mars und Eric Singer geschriebenen Geschichte kam 2005 parallel zum Kinofilm heraus. Im gleichen Zuge produzierte Dark Horse Comics eine vierteilige Miniserie, die 2006 erschien. Die an den Film angelehnten Geschichten wurden von Mike Kennedy und Timothy Green III geschrieben und gezeichnet.
Ebenfalls zum Start des Films wurde ein Videospiel herausgegeben. Das von Terminal Reality entwickelte und von Majesco Entertainment vertriebene Spiel für Xbox und PlayStation 2 verbindet Elemente aus Film und Serie. Die Hauptfigur ist nach Charlize Theron gestaltet und wird auch von ihr gesprochen.